# Mikhaïl Viktorovitch Kotchoubeï
Pour les autres membres de la famille, voir Famille Kotchoubeï.
Prince Mikhaïl Viktorovitch Kotchoubeï. (En alphabet cyrillique : Князь Михаил Викторович Кочубей), né le 13 juin 1816 à Saint-Pétersbourg et décédé le 20 janvier 1873 à Kiev, est une personnalité de l'Empire russe, membre du Conseil privé (1861), maître de cavalerie (1869), maréchal de la noblesse de la province de Podolsk.

## Famille
Il est le fils du prince Viktor Pavlovitch Kotchoubeï et de son épouse Maria Vassilievna Vassiltchikova.
En 1842, le prince Mikhaïl Viktorovitch Kotchoubeï épousa la princesse Maria Ivanovna Bariatinskaïa (1818-1843), fille du prince Ivan Ivanovitch Bariatinski (1772-1825) et de son épouse Maria Fiodorovna, née comtesse Keller (1792-1858). Demoiselle d'honneur, elle fut l'une des plus belles femmes de la haute société russe du milieu du XIXe siècle. Après dix-huit mois de mariage, la jeune Maria Ivanovna mourut subitement d'une fièvre. En mémoire de sa mère, sa fille, la princesse Mariamna Mikhaïlovna fonda un hospice pour les femmes en situation de précarité.
En 1867, le prince Kotchoubeï épousa la comédienne Alix Bressant (après sa conversion à la religion orthodoxe, elle prend le nom d'Alexandra Prosperovna et abandonne la scène), fille de l'acteur parisien Prosper Bressant, qui, au sein d'une troupe française, remportait alors un grand succès sur la scène du théâtre impérial Michel. La cérémonie du mariage eut lieu en la cathédrale de la Sainte-Trinité à Saint-Pétersbourg. Les deux premiers enfants du prince Kotchoubeï et de la princesse Alexandra Prosperovna conçus avant leur mariage furent légitimés.
Cinq enfants naquirent :
- Mikhaïl Mikhaïlovitch Kotchoubeï (1860-1937). Il épousa Olga Vassilievna Cheremetieva (1872-1967), fille de Vassili Petrovitch Cheremetiev et de son épouse Olga Dmitrievna Skobeleva.
- Lev Mikhaïlovitch Kotchoubeï (1862-1927). Il épousa la comtesse Daria Ievguenia de Beauharnais (1870-1937), fille du prince Eugène, 5e duc de Leuchtenberg (1847-1901) et de sa première épouse morganatique Daria Konstantinovna Opotchinina (1844-1870).
- Viktor Mikhaïlovitch Kotchoubeï.
- Mariamna (Mariam) Mikhaïlovna Kotchoubeï (1866-1954). Demoiselle d'honneur (1861). Elle épousa l'adjudant-général Konstantin Dmitrievitch Nilov (1856-1919) qui fut exécuté par les Bolcheviks en 1919.
- Alexandre Mikhaïlovitch Kotchoubeï (1869-1889). Diplômé du Lycée impérial Alexandre[2].

## Biographie

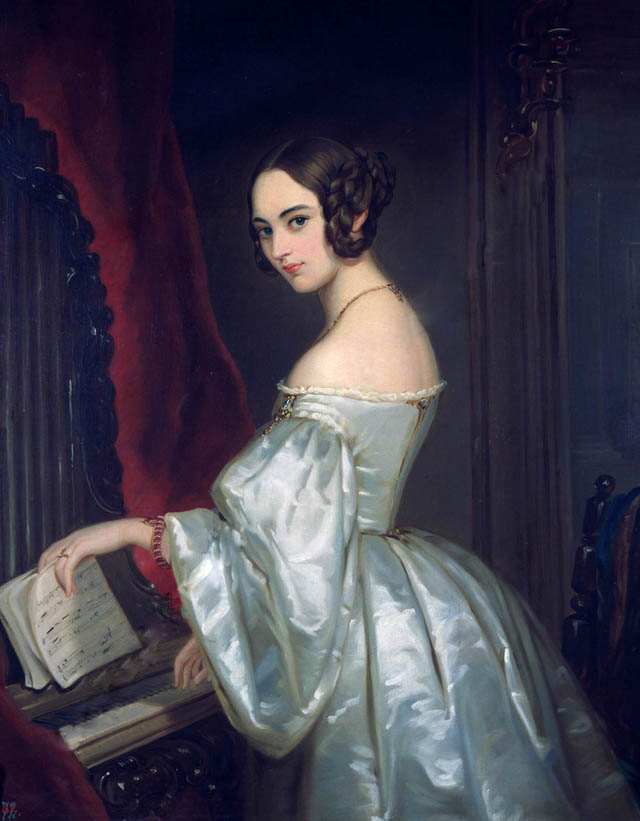
Portrait de la princesse Maria Ivanovna Bariatinskaïa, première épouse du prince Mikhaïl Viktorovitch Kotchoubeï. Galerie Tretiakov. Moscou.

Troisième fils du prince Viktor Pavlovitch Kotchoubeï, le prince Mikhaïl Viktorovitch avait pour ascendant Küçük, un bey tartare de Crimée. Le 14 octobre 1828, il lui fut accordé le rang de page de la chambre. Sorti diplômé du Corps des Pages, de 1834 à 1843, il effectua son service militaire. Le 22 avril 1834, il fut élevé au grade de cornette au Régiment de Cavalerie de la Garde de Sa Majesté l'Impératrice Maria Fiodorovna. Le 28 janvier 1836, il reçut une nouvelle promotion lieutenant puis le 21 avril 1840, celle de capitaine lieutenant. Le 30 novembre 1843, à sa sortie de l'armée le grade civil de conseiller du tribunal fut accordé au prince Kotchoubeï (7e rang à la Table des rangs), cette même année, il fut admis à la quatrième Division de la Chancellerie de Sa Majesté Impériale (Département des Institutions de l'impératrice Maria Fiodorovna ce Département avait pour mission de gérer les affaires de charité : l'éducation des femmes, le logement, les soins médicaux).
Le 25 juin 1845, le poste de Maître des cérémonies lui fut accordé. Le 30 mars 1852, le prince Kotchoubeï fut nommé aux fonctions de vice-président du Bureau de la Cour puis fut nommé au grade civil de Conseiller d'État.
Quelques années plus tard, il fut nommé maître de cavalerie de Sa Majesté puis il fut démis de ses fonctions au grade civil de conseiller privé. En 1857, à la retraite, il voyagea en Europe. En 1873, il fut élu maréchal de la noblesse de Podolsk (oblast de Moscou).

### La Maison des Maures
En 1852, le prince Mikhaïl Viktorovitch Kotchoubeï fit l'acquisition d'un terrain sur lequel étaient bâtis quelques bâtiments, cette parcelle de terre se situait sur l'avenue des Gardes à Cheval à Saint-Pétersbourg (aujourd'hui 7, avenue des chevaliers-gardes (Конногвардейский бульвар) dans le quartier de l'Amirauté à Saint-Pétersbourg). Il confia les travaux de reconstruction des bâtiments et la construction d'un maison à l'architecte allemand Harald von Bosse. Le 12 août 1853, l'architecte présenta son projet concernant la façade de la maison, celui-ci fut approuvé par l'empereur Nicolas Ier de Russie. L'achèvement des travaux de construction de la maison prirent fin en 1857. Ce manoir de style florentin fut rapidement connu sous le nom de Maison des Maures. Fait rarissime en ce milieu du XIXe siècle, ce manoir était doté d'un chauffage, de l'eau courante, de salles de bain.
En 1867, le prince Kotchoubeï mit en vente ses immeubles qui furent acquis par Fiodor Pavlovitch Rodocanachi. En octobre 1917, ce fut le siège d'un tribunal militaire.
Depuis 1994 la Maison des Maures est reconnue comme patrimoine culturel d'importance fédérale.

## Décès
Le prince Mikhaïl Viktorovitch Kotchoubeï décéda à Kiev le 20 janvier 1873.

## Distinctions
- 26 août 1856 : Ordre de Sainte-Anne (1re classe).
- 17 avril 1855 : Ordre de Saint-Stanislas (1re classe).
- Médaille de bronze En mémoire de la guerre 1853-1856).
- Médaille récompensant quinze années de service irréprochable.

- Grand-croix de l'Ordre de Frédéric (Royaume de Wurtemberg).
- Croix de commandeur 1re classe de l'Ordre d'Albert (Saxe).
- Ordre de l'Aigle rouge (2e classe avec étoile) (Royaume de Prusse).
- Croix de commandeur avec étoile de l'Ordre dynastique du Mérite du Duc Peter Friedrich Ludwig d'Oldenbourg. (Grand-duché d'Oldenbourg)
- Croix de commandeur de l'Ordre de Philippe le Magnanime (Hesse).
- Grand croix de l'Ordre de la Couronne de chêne (Pays-Bas).
- Chevalier de l'Ordre de Guillaume (Électorat de Hesse).
- Commandeur de l'Ordre de la Couronne de Wurtemberg (Royaume de Wurtemberg) (2e classe).